# فيليس موريس
فيليس موريس (بالإنجليزية: Phyllis Morris)‏ هي مصممة أثاث ‏ أمريكية، ولدت في 19 أكتوبر 1925، وتوفيت في 5 سبتمبر 1988.